# Богатырёв, Дмитрий Викторович
Дмитрий Викторович Богатырёв (род. 24 января 1981) — российский самбист и дзюдоист, призёр первенств России среди молодёжи, бронзовый призёр чемпионатов России по дзюдо и боевому самбо, мастер спорта России. Наставниками Богатырёва были Н. А. Елесин и К. Гаждиев. По дзюдо выступал в лёгкой (до 73 кг) и полусредней (до 81 кг) весовых категориях.

## Спортивные результаты

### Дзюдо
- Первенство России по дзюдо среди молодёжи 2002 года — ;
- Чемпионат России по дзюдо 2002 года — ;
- Первенство Европы по дзюдо среди молодёжи 2003 года — ;
- Международный турнир по дзюдо 2005 года (Монако) — ;

### Самбо
- Чемпионат России по боевому самбо 2009 года — ;